# R. S. Thomas
Ronald Stuart Thomas, quien publicaba bajo el nombre R. S. Thomas (Cardiff, 29 de marzo de 1913 - Pentrefelin, 25 de septiembre de 2000), fue un poeta galés y pastor anglicano, famoso por su pronunciado sentimiento nacional y su espiritualidad. Era el poeta más famoso de Gales. En 1996 fue galardonado con el premio Horst Bienek para la poesía.
Fue vicario de la Iglesia de San Hywyn entre 1967 y 1978. Cuando se jubiló pasó a vivir unos años en Y Rhiw. Fue un profundo nacionalista galés que aprendió a hablar galés cuya poesía se basaba en sus creencias religiosas. En 1995 fue postulado para el Premio Nobel de Literatura, y fue ampliamente premiado como el mejor poeta de tema religioso de su época.

## Obras
- The Stones of the Field (1946)
- An Acre of Land (1952)
- Song at the Year's Turning (1955)
- Poetry for Supper (1958)
- Tares, [Corn-weed] (1961)
- The Bread of Truth (1963)
- Pietà (1966)
- Not That He Brought Flowers (1968)
- H'm (1972)
- Laboratories of the Spirit (1975)
- The Way of It (1977)
- Frequencies (1978)
- Between Here and Now (1981)
- Ingrowing Thoughts (1985)
- Experimenting with an Amen (1986)
- Welsh Airs (1987)
- The Echoes Return Slow (1988)
- Counterpoint (1990)
- Mass for Hard Times (1992)
- No Truce with the Furies (1995)
- Autobiographies (1997, Prosa)
- Residues (2002, posthum)